# Шоуранер
Шоуранер (енгл. showrunner) у терминологији телевизијске индустрије Холивуд, извршни је продуцент телевизијске серије који је такође и главни писац.
Дужности шоуранера често комбинују оне традиционално додјељиване главном писцу, извршном продуценту и уреднику скрипта. У неким филмовима, редитељи имају креативну контролу над производњом, али на телевизији, шоуранер је увијек важнији од директора. Шоуранер се налази на потпуно супротном крају хијерархије особља од ранера, који су најчешће млађи чланови продукцијског тима, иако шоуранера понекад (често шаљиво) називају скраћено ранер.